# Tetani
Tetani eller spasmofili är ett medicinskt symtom, och innebär att personen i varierande grad har muskelkramper.
Tetani kan vara psykogen eller bero på en organisk sjukdom. Det är ofta ett tecken på magnesiumbrist eller hypokalcemi, vilket kan uppkomma vid bristande kosthållning eller hypoparatyreoidism (eller efter operation av bisköldkörteln eller rakit). Sjukdomens symptom orsakas av ökad retbarhet i de perifera nerverna och musklerna på grund av att kalicumhalten i blodet är sänkt. Tetani är vidare kännetecknande för stelkramp.
Tetani kan förekomma hos spädbarn, antingen till följd av brist på magnesium eller kalcium, eller utan att sådan brist kan konstateras.
Med tetani avses i första hand att personens muskler krampar. En form är karpopedalspasm, som innebär kramper i specifikt fötter och händer (samt ibland tågång).